# パーシヴァル ペンブローク
ペンブローク
P. 66 ペンブローク
- 用途：輸送機
- 製造者：パーシヴァル（Percival Aircraft Company）
- 初飛行：1952年11月22日
- 生産数：128機
- 運用開始：1953年

ペンブローク（Percival Pembroke）は、英国のパーシヴァル社（後にハンティング・パーシヴァル社〈Hunting Percival〉となる）が製造した高翼双発の小型輸送機である。

## 開発
ペンブロークはパーシヴァル プリンス（Percival Prince）民間貨物機から開発された。より大きな最大積載量を得るために主翼を延長していた。試作機は1952年11月22日に初飛行し、生産は1958年初めに終了した。 

## 運用の歴史
ペンブロークは1953年に英国空軍にアブロ アンソンの代替の軽輸送機「パーシヴァル ペンブローク C.1」として導入された。他の英国空軍の輸送機と同様に安全性確保のために乗客の座席は後ろ向きに設置されていた。
6機が写真偵察機の「ペンブローク C(PR)1」として製造され、これらはマレー危機の期間に第81飛行隊により運用された。英国空軍のペンブロークは1970年に延命のための改装を受けた。ペンブロークを運用した最後の部隊は西ドイツのウィルデンラス基地に駐留する第60飛行隊で、これらの機体は1988年に引退しホーカーシドレー アンドーバーに更新された。

## 派生型

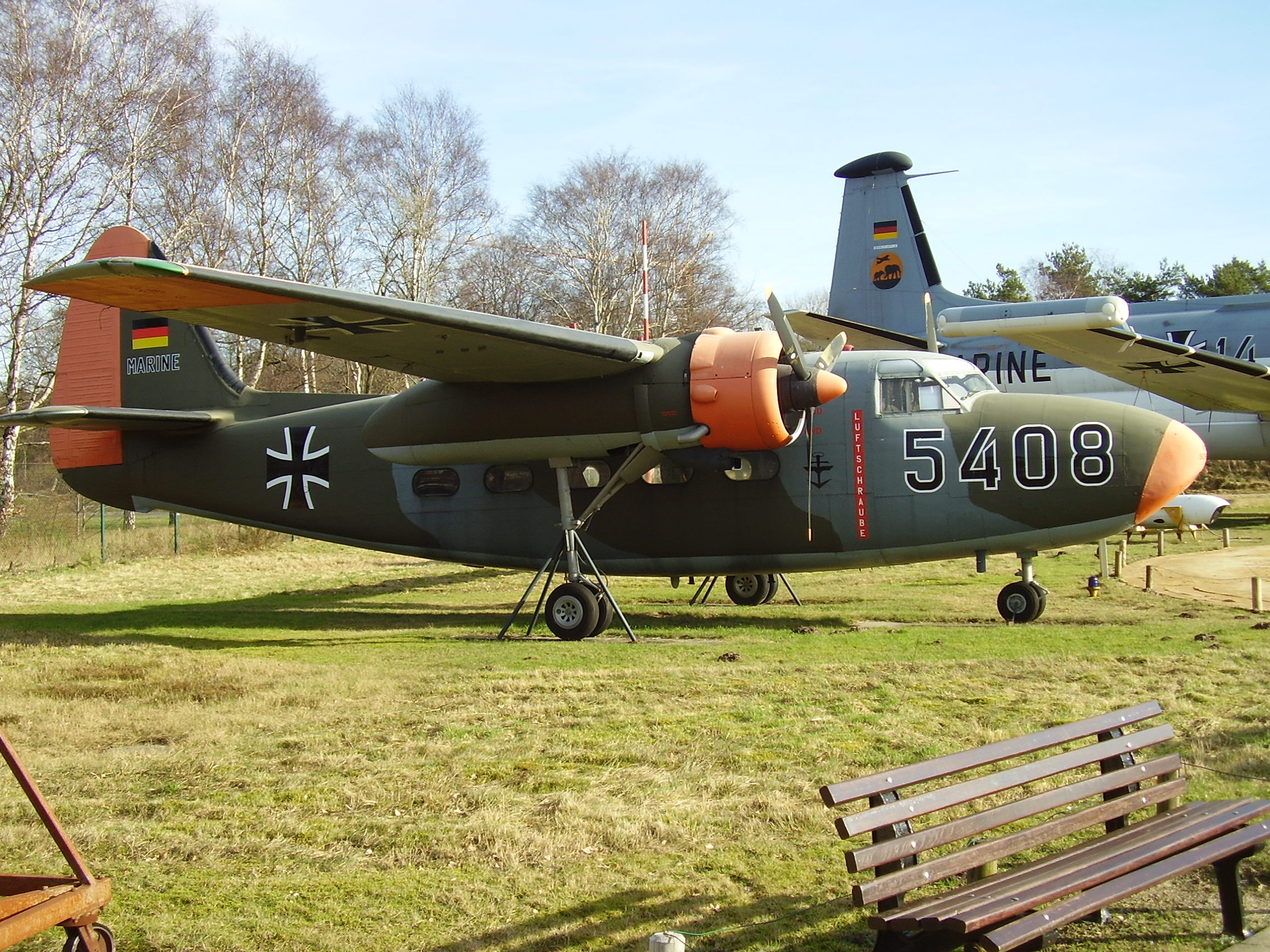
ドイツ海軍で使用された P-66 ペンブローク C54

- P.66 ペンブローク C1：英国空軍向けの連絡と輸送任務モデル。44機製造。
- P.66 ペンブローク C(PR)1：英国空軍向けの写真偵察モデル。6機製造、2機がC1型から改装。
- P.66 ペンブローク C51：ベルギー向け輸出モデル。
- P.66 ペンブローク C52：スウェーデン向け輸出モデル。スウェーデン軍での名称「Tp 83」
- P.66 ペンブローク C53：フィンランド向け輸出モデル。
- P.66 ペンブローク C54：西ドイツ向け輸出モデル。
- P.66 プレジデント：民間貨物機用モデル。5機製造。

## 運用
ベルギー
- ベルギー空軍 （12機のC51を1954年から1976年まで運用）

 デンマーク
 フィンランド
- フィンランド空軍

 ドイツ
- ドイツ空軍

 ローデシア
- ローデシア空軍

 スウェーデン
- スウェーデン空軍

 スーダン
 イギリス
- 英国空軍
  - 第21飛行隊
  - 第32飛行隊
  - 第60飛行隊
  - 第70飛行隊
  - 第78飛行隊
  - 第81飛行隊
  - 第84飛行隊
  - 第152飛行隊
  - 第207飛行隊
  - 第209飛行隊
  - 第267飛行隊
- 帝国テストパイロット学校

 ザンビア
- ザンビア空軍

## 要目
（ペンブローク C.1）
- 乗員：2名
- 乗客：8名
- 全長：14.02 m (46 ft)

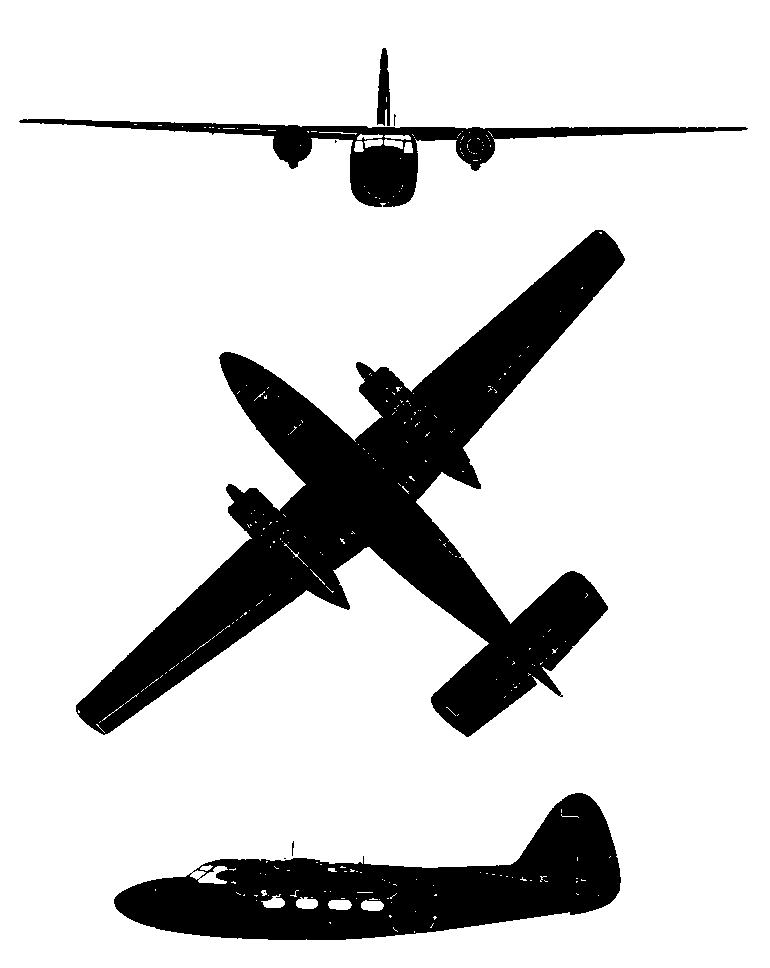
3面図

- 全幅：19.66 m (64 ft 6 in)
- 全高：4.9 m (16 ft)
- 空虚重量：4,400 kg (9,961 lb)
- 最大離陸重量：6,124 kg (13,489 lb)
- エンジン：2 × アルビス レオニデス 127 スーパーチャージャー付 9気筒星型エンジン, 540 hp (410 kw)
- 最大速度：300 km/h (186 mph)
- 巡航高度：7,680 m (22,000 ft)
- 航続距離：1,850 km (1,012 nm)